# All I Do Is Cry
"All I Do Is Cry" é uma canção da cantora alemã Kim Petras, contida no seu álbum de estreia, Clarity (2019). Foi lançada em 23 de maio de 2019 pela BunHead, servindo como quinto single promocional do álbum, porém, em 23 de maio de 2021, a faixa foi relançada, desta vez distribuída pela Republic Records e Amigo Records.
Com um tema e um estilo de produção comparáveis a "Broken", a música apresenta letras sobre desgosto amoroso e não ser capaz de seguir em frente, mesmo que ela estivesse gravemente ferida.
Segundo Kim, essa é uma de suas músicas mais tristes e mostra um lado novo, real e mais vulnerável de si mesma.

## Fundo e composição
A música foi escrita após um final de relacionamento ruim com seu ex. Em entrevista para a Interview Magazine, Petras falou sobre a música: "Fiquei muito triste e meio que ... Bem, mudei muito." Em entrevista à Billboard, Kim disse que escreveu a música na época em que estava em turnê com o cantor americano Troye Sivan. "Eu estava passando por um desgosto muito ruim naquela época, por ser traída", diz ela. “Eu estaria no meu quarto chorando sozinha e depois no palco e cantando essas canções chicletes e brilhantes.”

## Recepção de critica
A Rolling Stone comentou sobre como a faixa diferia de seus singles anteriores: "Kim Petras muda para um trap-pop sombrio com sua nova música 'All I Do Is Cry'. A cantora e compositora desabafa sobre o coração partido na faixa, o que - em contraste seus outros singles mais amigos de clube - lembra a vibe emo-rap do Juice WRLD". Revisando para a Interview Magazine, Ernest Macias sugeriu que a música "leva sua música a uma direção triste, quase emo, com batidas de trap e letras lamentando um coração partido". Para Nick Levine na NME, a música "mostra sua vulnerabilidade".
Ao escrever para o The Guardian, Aimee Cliff descreveu a música como "deliciosamente trágica", enquanto Stephen Daw, da Billboard, chamou-a de "comovente e cativante".